# Chidrac
Chidrac is een plaats en voormalige gemeente in het Franse departement Puy-de-Dôme in de regio Auvergne-Rhône-Alpes en telt 377 inwoners (1999). De plaats maakt deel uit van het arrondissement Issoire.

## Geschiedenis
De gemeente is op 1 januari 2025 gefuseerd met de gemeente Saint-Cirgues-sur-Couze tot de commune nouvelle Les Deux-Rives, waarvan Chidrac de hoofdplaats werd.

## Geografie
De oppervlakte van Chidrac bedraagt 3,6 km², de bevolkingsdichtheid is 104,7 inwoners per km².
De onderstaande kaart toont de ligging van Chidrac met de belangrijkste infrastructuur en aangrenzende gemeenten.

## Demografie
Onderstaande figuur toont het verloop van het inwonertal.